# طيران تارا إير الرحلة 197
رحلة تارا إير رقم 197 هي رحلة داخلية مجدولة تديرها شركة تارا إير للشركة الأم يتي إيرلاينز من مطار بوخارا إلى مطار جومسوم في نيبال. في 29 مايو 2022، غادرت الطائرة التي تقل 22 شخصًا (19 راكبًا و 3 أفراد من أفراد الطاقم) الساعة 9:55 بتوقيت نيبال القياسي (UTC + 05: 45) وفقدت الاتصال بمراقبي الحركة الجوية بعد قرابة 12 دقيقة من إقلاعها، أي في الساعة 10:07. جرى تحديد موقع الحطام بعد 20 ساعة على سفح أحد الجبال. تُوفي جميع الركاب وأفراد الطاقم البالغ عددهم 22 شخصًا وجرى انتشال جميع الجثث. كان هذا ثاني حادث مميت لطائرات شركة تارا إير على هذا المسار، بعد حادث الرحلة 193 في عام 2016.

## الحادث
أقلعت الطائرة من بوخارا في الساعة 9:55 صباحًا بالتوقيت المحلي وكان من المقرر أن تهبط في مطار جومسوم في الساعة 10:15 صباحًا. وفقًا لهيئة الطيران المدني النيبالية (CAAN)، فُقد الاتصال بمراقبي الحركة الجوية في الساعة 10:07 صباحًا، فوق Ghorepani، بمنطقة Myagdi.

### الضحايا
كانت الرحلة تُقل 22 شخصًا، وكان ال 19 راكبًا هم 13 نيباليًا وأربعة هنود واثنان من المواطنين الألمان. كان الطياران ومضيفة الطيران من مواطني نيبال. وذكرت قناة إن دي تي في NDTV أن الركاب الهنود الأربعة كانوا من نفس العائلة في مومباي.
| جنسية     | ركاب | طاقم | المجموع |
| --------- | ---- | ---- | ------- |
| النيبالية | 13   | 3    | 16      |
| الهندية   | 4    | 0    | 4       |
| الألمانية | 2    | 0    | 2       |
| المجموع   | 19   | 3    | 22      |

## الطائرة
وفقًا لـ هيئة فلايت رادار 24 Flightradar24، كانت الطائرة من طراز De Havilland Canada DHC-6 Twin Otter مسجلة برقم 9N-AET. وقد قامت بأول رحلة لها في أبريل 1979.

## استجابة الطوارئ
تسبب سوء الأحوال الجوية في إعاقة جهود البحث في البداية. ذكرت هيئة الطيران المدني النيبالة CAAN إن طائرة هليكوبتر خرجت للبحث من جومسوم لكنها اضطرت إلى العودة بسبب سوء حالة الجو. كما قامت شركة Kailash Air بجهود البحث، لكنها فشلت في تحديد موقع الطائرة. جرى تعقب موقع هاتف القبطان بواسطة أفراد البحث والإنقاذ بمساعدة شركة نيبال تيليكوم. وقال متحدث باسم خطوط يتي الجوية إن بيانات التتبع تشير إلى أن آخر موقع للهاتف كان بالقرب من قرية ليت، في منطقة موستانج. قالت هيئة الطيران المدني CAAN إن جهاز إرسال تحديد موقع الطوارئ قد قام بتحديد آخر موقع محتمل حول منطقة خيبانج.
وأبلغ سكان محليون من ليتي الشرطة بوجود «صوت غير عادي» بالقرب من القرية. وقال ضابط شرطة إن الشرطة سترسل مروحية إلى المنطقة. أفاد مراقبو الحركة الجوية في مطار جومسوم أيضًا أنهم سمعوا ضوضاء عالية في وقت قريب من الاختفاء.
جرى العثور على حطام الطائرة بالقرب من كوانج وهي قرية في منطقة موستانج، وذلك بعد خمسة ساعات من الإبلاغ عن فقدها. أفاد السكان أنهم شاهدوا الطائرة المحترقة عند سفح جبل ماناباثي بالقرب من مصب نهر. وقال مسؤول بالجيش النيبالي إن أفرادًا كانوا متجهين إلى موقع التحطم. توقفت جهود البحث والإنقاذ في وقت لاحق من ذلك اليوم بسبب تساقط الثلوج في موقع التحطم المشتبه به. وكتب عميد في الجيش النيبالي على تويتر أن «فقدان ضوء النهار وسوء الأحوال الجوية» أدى إلى إلغاء عمليات البحث والإنقاذ. كان من المتوقع استئناف البحث والإنقاذ في صباح اليوم التالي.
في 30 مايو، بعد حوالي 20 ساعة من الإبلاغ عن فقدها، عثر المزارعون المحليون على حطام الطائرة في سانوسوير، بلدية ثاسانغ الريفية في منطقة موستانج. حيث اكتُشف على ارتفاع 14,500 قدم (4,400 م). ولم يُعثر على ناجين من بين ركاب وطاقم الرحلة البالغ عددهم 22 شخصًا. وبحسب شركة تارا إير، فقد عُثر على 14 جثة من دائرة نصف قطرها 100 متر من موقع التحطم. وقد عُثر على مسجل الرحلة («الصندوق الأسود»). وأظهرت صورة لموقع التحطم أجزاء سليمة من الذيل وأحد الجناحين.

## رد الفعل
غردت السفارة الهندية في نيبال عن الاختفاء بعد فترة وجيزة من الإبلاغ عنه، فكتبت: «اختفت رحلة تارا إير 9NAET التي أقلعت من بوخارا في الساعة 9.55 صباحًا اليوم وعلى متنها 22 شخصًا، من بينهم 4 هنود. كانت عمليات البحث والإنقاذ مستمرة في تلك اللحظة. والسفارة على اتصال بأسرهم».